# Botond Storcz
Botond Storcz, född den 30 januari 1975 i Budapest, Ungern, är en ungersk kanotist.
Han tog OS-guld i K-2 500 meter och OS-guld i K-4 1000 meter i samband med de olympiska kanottävlingarna 2000 i Sydney.
Han tog OS-guld igen i K-4 1000 meter i samband med de olympiska kanottävlingarna 2004 i Aten.